# ليديا روبيو فيرير
ليديا روبيو فيرير هي رسامة ومهندسة معمارية وفنانة كوبية أمريكية ، ولدت في 20 مارس 1946 في هافانا في كوبا.

## وصلات خارجية
- الموقع الرسمي